# Damville
Damville és un municipi francès situat al departament de l'Eure i a la regió de Normandia. L'any 2007 tenia 2.031 habitants.

## Demografia

### Població
El 2007 la població de fet de Damville era de 2.031 persones. Hi havia 900 famílies, de les quals 324 eren unipersonals (127 homes vivint sols i 197 dones vivint soles), 263 parelles sense fills, 220 parelles amb fills i 93 famílies monoparentals amb fills.
La població ha evolucionat segons el següent gràfic:
Habitants censats

### Habitatges
El 2007 hi havia 1.053 habitatges, 928 eren l'habitatge principal de la família, 36 eren segones residències i 89 estaven desocupats. 710 eren cases i 341 eren apartaments. Dels 928 habitatges principals, 467 estaven ocupats pels seus propietaris, 444 estaven llogats i ocupats pels llogaters i 17 estaven cedits a títol gratuït; 97 tenien una cambra, 107 en tenien dues, 224 en tenien tres, 238 en tenien quatre i 261 en tenien cinc o més. 532 habitatges disposaven pel capbaix d'una plaça de pàrquing. A 458 habitatges hi havia un automòbil i a 267 n'hi havia dos o més.

### Piràmide de població
La piràmide de població per edats i sexe el 2009 era:
| Homes | Edats   | Dones |
| ----- | ------- | ----- |
| 4     | 95 o +  | 0     |
| 12    | 90 a 94 | 8     |
| 20    | 85 a 89 | 40    |
| 16    | 80 a 84 | 28    |
| 24    | 75 a 79 | 52    |
| 48    | 70 a 74 | 52    |
| 64    | 65 a 69 | 60    |
| 28    | 60 a 64 | 56    |
| 36    | 55 a 59 | 24    |
| 68    | 50 a 54 | 48    |
| 64    | 45 a 49 | 44    |
| 96    | 40 a 44 | 92    |
| 60    | 35 a 39 | 88    |
| 76    | 30 a 34 | 72    |
| 60    | 25 a 29 | 80    |
| 40    | 20 a 24 | 48    |
| 72    | 15 a 19 | 64    |
| 96    | 10 a 14 | 48    |
| 60    | 5 a 9   | 76    |
| 40    | 0 a 4   | 60    |

## Economia
El 2007 la població en edat de treballar era de 1.244 persones, 956 eren actives i 288 eren inactives. De les 956 persones actives 842 estaven ocupades (438 homes i 404 dones) i 113 estaven aturades (49 homes i 64 dones). De les 288 persones inactives 90 estaven jubilades, 85 estaven estudiant i 113 estaven classificades com a «altres inactius».

### Ingressos
El 2009 a Damville hi havia 906 unitats fiscals que integraven 1.964,5 persones, la mediana anual d'ingressos fiscals per persona era de 16.758 €.

### Activitats econòmiques
Dels 126 establiments que hi havia el 2007, 6 eren d'empreses alimentàries, 6 d'empreses de fabricació d'altres productes industrials, 11 d'empreses de construcció, 26 d'empreses de comerç i reparació d'automòbils, 3 d'empreses de transport, 11 d'empreses d'hostatgeria i restauració, 1 d'una empresa d'informació i comunicació, 5 d'empreses financeres, 9 d'empreses immobiliàries, 18 d'empreses de serveis, 20 d'entitats de l'administració pública i 10 d'empreses classificades com a «altres activitats de serveis».
Dels 41 establiments de servei als particulars que hi havia el 2009, 1 era una oficina d'administració d'Hisenda pública, 1 gendarmeria, 1 oficina de correu, 4 oficines bancàries, 1 funerària, 3 tallers de reparació d'automòbils i de material agrícola, 1 autoescola, 3 paletes, 3 guixaires pintors, 2 lampisteries, 1 electricista, 1 empresa de construcció, 3 perruqueries, 1 veterinari, 8 restaurants, 5 agències immobiliàries, 1 tintoreria i 1 saló de bellesa.
Dels 19 establiments comercials que hi havia el 2009, 1 era un hipermercat, 1 una gran superfície de material de bricolatge, 3 fleques, 6 carnisseries, 1 una peixateria, 1 una llibreria, 1 una botiga de roba, 1 una botiga d'electrodomèstics, 1 un drogueria i 3 floristeries.
L'any 2000 a Damville hi havia 7 explotacions agrícoles.

## Equipaments sanitaris i escolars
El 2009 hi havia 1 farmàcia i 1 ambulància.
El 2009 hi havia 1 escola maternal i 2 escoles elementals. Damville disposava de 2 col·legis d'educació secundària amb 713 alumnes.

## Poblacions més properes
El següent diagrama mostra les poblacions més properes.